# Joseph Rosenstock
Joseph Rosenstock (Cracòvia, 27 de gener de 1895 – Nova York, 17 octubre 1985) fou un director d'orquestra jueu polonès.

## Carrera

### Anys primerencs
Va treballar a l'Òpera Estatal en Wiesbaden abans d'anar a la Metropolitan Opera de Nova York per reemplaçar Artur Bodanzky el 1928. Tanmateix, va rebre tantes crítiques que va dimitir després de només sis actuacions i Bodanzky va tornar a la direcció.

### Jüdischer Kulturbund, 1933-1936
Retornant a Alemanya, va treballar a Mannheim i, de 1933–1936, mentre era director de la Jüdischer Kulturbund de Berlín, notablement va dirigir l'estrena alemanya (amb tots els intèrprets jueus) de Nabucco de Verdi el 4 d'abril de 1935.

### Tòquio, 1936-1946
Rosenstock va deixar Berlín el 1936 i es traslladà al Japó per conduir l'Orquestra Simfònica del Japó (que havia estat fundada el 1926 i que esdevindria l'Orquestra Simfònica del NHK el 1951). Es va quedar a Tòquio fins al 1946 i, mentre va ser allà, va ensenyar a Hideo Saito (director, educador i co-fundador del Toho Gakuen Escola de Música) i Masashi Ueda (director de l'orquestra de la Tokyo Symphony Orchestra, qui va introduir la música contemporània russa, americana i japonesa al públic), i Roh Ogura, qui va dirigir les simfonies de Beethoven.

### Nova York, 1948-1969
El 1948 Rosenstock retorna a Nova York per treballar com a director amb la New York City Opera (NYCO), debutant amb Le nozze di Figaro. El 1951 va dirigir l'estrena mundial de The Dybbuk de David Tamkin.
El gener de 1952 Rosenstock va succeir Laszlo Halász com a director general del NYCO. Va treballar en aquesta funció per quatre temporades, temps en què va continuar els passos de Halász de planificar programes innovadors amb el repertori inusual barrejat amb obres estàndards. És remarcable l'estrena mundial de The Tender Land d'Aaron Copland, l'estrena a Nova York de Troilus i Cressida de William Walton, i les estrenes als Estats Units de Der Prozeß de Gottfried von Einem i El castell de Barbablava de Béla Bartók.
Rosenstock va retornar al Met el 31 de gener de 1961 per dirigir Tristan und Isolde i esdevenia un membre regular del Met fins a la darrera actuació amb Die Meistersinger el 13 de febrer de 1969. Durant aquells vuit anys va dirigir 248 actuacions a l'Òpera Metropolitana.